# Simon Melchior de Petris
Simon Melchior de Petris  (* 10. Oktober 1756 in Ansberg; † 6. September 1832) war von 1812 bis 1823 Apostolischer Vikar des Bistums Seckau.

## Leben
Simon Melchior de Petris wurde am 18. September 1779 in Brixen zum Priester geweiht. Am 15. August 1802 weihte der Salzburger Erzbischof Colloredo Johann Friedrich von Waldstein-Wartenberg zum Bischof von Seckau. Er war als Johann VI. Fürstbischof von Seckau, allerdings verlor er in der Säkularisation seine weltlichen Besitztümer. Da das Erzstift Salzburg ebenfalls der Säkularisation von 1803 zum Opfer gefallen war, blieb nach dessen Tod 1812 das Bistum Seckau 12 Jahre lang unbesetzt. Frater Simon Melchior de Petris wurde daher vom Papst als Apostolischer Vikar des Bistums eingesetzt, er wurde aber nie zum Bischof der Diözese geweiht. Simon Melchior de Petris resignierte am 1. August 1823 von seinem Amt. Karl Joseph Rath als Kapitelvikar übernahm vertretungsweise sein Amt. 
Am 18. Mai 1824 nominierte Salzburger Fürsterzbischof Augustin Johann Joseph Gruber Roman Sebastian Zängerle zum Fürstbischof von Seckau und damit gleichzeitig zum Administrator der Diözese Leoben mit Bischofssitz in Graz. 